# Красников, Николай Олегович
Никола́й Оле́гович Кра́сников (4 февраля 1985, Шадринск, Курганская область — 16 июня 2025, Кушнаренковский район, Башкортостан) — российский мотогонщик на льду. Заслуженный мастер спорта России. Заслуженный работник физической культуры и спорта Республики Башкортостан. Восьмикратный чемпион мира в личном зачёте, двенадцатикратный чемпион мира в командном зачёте, многократный чемпион и обладатель кубка России. Чемпион и обладатель кубка России по кроссу на снегоходах.
Председатель правления Центра технических видов спорта имени Г. Кадырова в Уфе, директор спортивной школы имени Н. Гастелло в Уфе (до 2025 года).

## Биография
Родился 4 февраля 1985 года в семье профессионального тренера по мотокроссу в городе Шадринске Курганской области.
С 11 лет под руководством отца занимался мотокроссом, с зимы 1998—1999 годов — мотогонками на льду в городе Шадринск. В первых официальных соревнованиях принял участие в сезоне 1999—2000, в котором в составе команды «Торпедо-ШААЗ» занял 5-е место в чемпионате страны. 16 декабря 2000 года Николай впервые выступил за команду Шадринского автоагрегатного завода на льду уфимского стадиона «Строитель» в первом этапе командного чемпионата России.
Уже в следующем сезоне 2000/01 выиграл юниорский чемпионат страны, а с командой «Торпедо-ШААЗ» стал бронзовым призёром Командного чемпионата России по спидвею на льду. В сезоне 2001/02 перешёл в уфимскую команду «Башкортостан», в составе которой выиграл девять чемпионских титулов, в том числе — шесть подряд (2004—2008). В личном чемпионате страны выиграл семь чемпионских титулов.
Став в 2003 году впервые призёром личного чемпионата России по спидвею на льду, получил право на выступление в цикле Личного чемпионата мира, в котором в дебютном сезоне стал 8-м. Уже в следующем сезоне спортсмен стал третьим в мире, а начиная с 2005 года установил рекордную серию — 8 побед в личном чемпионате мира, причём подряд (2005—2012). Особенно примечательно, что в 2006 и 2009 годах Николай Красников выиграл все этапы чемпионата.
Параллельно выступал и на командном чемпионате мира, в котором в составе сборной России выиграл двенадцать золотых медалей, из них 10 — подряд (2004—2013 и 2015—2016)
В 2007 году окончил Шадринский государственный педагогический институт.
В конце сезона 2011 года объявил о завершении карьеры. Заявил, что продолжит выступать в соревнованиях лишь для того, чтобы уфимский клуб не терял позиций в чемпионате страны. Однако, как позже объяснил гонщик, «политическая обстановка в республике [Башкортостан] мне не позволила это сделать, и прошлый сезон [2011-2012] я проехал полностью». В сезоне 2013 гонщик уже не выступал в ЛЧМ, однако принял участие в КЧМ. В сезоне 2014 года пропустил международные соревнования и ЛЧ России, но в 2015 году снова вернулся в КЧМ и ЛЧР, принял участие в этапе ЛЧМ. Та же ситуация повторилась в 2016 г.
Тренеры — Олег Красников, Владимир Белоногов (механик), Сергей Шутов.
В 2011 году возглавил Федерацию мотоспорта Республики Башкортостан, однако в августе 2015 года ушёл в отставку в связи с отсутствием прогресса в развитии мотоспорта в республике и прекращением финансирования «Центра технических видов спорта им. Г. Кадырова».
Вернулся в команду «Башкортостан» в сезоне 2018 года и обеспечил ее победу в командном зачёте Чемпионата России. В 2019 году, благодаря его участию, она заработала серебро. В 2019-20 чемпион вновь составил компанию более молодым спортсменам в команде «Башкортостан» на Чемпионате России по мотогонкам на льду. Более того, по итоговой статистике он стал самым «продуктивным» гонщиком команды — он заработал 13 из 40 очков и обеспечил ей получение чемпионского титула.
Помимо мотогонок на льду принимал участие в мотокроссе и кроссе на снегоходах. Чемпион и обладатель кубка Федерации мотоциклетного спорта России по кроссу на снегоходах в классе «Спорт» (2015).

### Смерть
Погиб в ДТП 16 июня 2025 года  в 03:00 ночи на 69-м километре автодороги Р-240 в Кушнаренковском районе Республики Башкортостан. Легковой автомобиль «LADA Granta», которым управлял спортсмен, столкнулся с двумя грузовиками — «Газелью» и «Sitrak». Красников скончался на месте до прибытия скорой помощи.
Прощание состоялось в спортивной школе имени Н. Гастелло в Уфе 17 июня 2025 года, а 19 июня прошло прощание на стадионе «Торпедо» в Шадринске, похороны прошли на кладбище в Шадринске.

### Мировая серия Гран-При
| Сезон | 1              | 2              | 3           | 4           | 5          | 6          | 7          | 8          | 9          | 10         | Место | Очки |
| ----- | -------------- | -------------- | ----------- | ----------- | ---------- | ---------- | ---------- | ---------- | ---------- | ---------- | ----- | ---- |
| 2003  | Саранск 18     | Саранск 16     | Ассен 13    | Ассен 5     | Берлин 13  | Берлин 10  |            |            |            |            | 8     | 75   |
| 2004  | Саранск 16     | Саранск -      | Уфа 16      | Уфа 20      | Ассен 25   | Ассен 14   | Берлин 25  | Берлин 16  |            |            | 3     | 132  |
| 2005  | Саранск 25     | Саранск 25     | Ассен 20    | Ассен 16    | Берлин 18  | Берлин 20  |            |            |            |            | 1     | 124  |
| 2006  | Саранск 25     | Саранск 25     | Ассен 25    | Ассен 25    |            |            |            |            |            |            | 1     | 100  |
| 2007  | Уфа 20         | Уфа 18         | Ассен 20    | Ассен 25    | Берлин 18  | Берлин 25  |            |            |            |            | 1     | 126  |
| 2008  | Саранск 25     | Саранск 25     | Ассен 25    | Ассен 25    | Берлин 10  | Берлин 14  |            |            |            |            | 1     | 124  |
| 2009  | Красногорск 25 | Красногорск 25 | Уфа 25      | Уфа 25      | Берлин 25  | Берлин 25  | Ассен 25   | Ассен 25   |            |            | 1     | 200  |
| 2010  | Тольятти 25    | Тольятти 25    | Саранск 16  | Саранск 25  | Инсбрук 25 | Ассен 25   | Ассен 25   | Берлин 25  | Берлин 20  |            | 1     | 211  |
| 2011  | Красногорск 25 | Красногорск 25 | Тольятти 18 | Тольятти 20 | Ассен 20   | Ассен 18   | Инцель 25  | Инцель 25  |            |            | 1     | 176  |
| 2012  | Красногорск 18 | Красногорск 18 | Уфа 17      | Уфа 21      | Ассен 18   | Ассен 19   | Уппсала 21 | Уппсала 16 |            |            | 1     | 148  |
| 2015  | Красногорск 21 | Красногорск 20 | Тольятти -  | Тольятти -  | Алма-Ата - | Алма-Ата - | Ассен -    | Ассен -    | Инцелль -  | Инцелль -  | 13    | 41   |
| 2016  | Красногорск 18 | Красногорск 15 | Алма-Ата -  | Алма-Ата -  | Берлин -   | Берлин -   | Ассен -    | Ассен -    | Инцелль -  | Инцелль -  | 13    | 33   |
| 2017  | Тольятти -     | Тольятти -     | Шадринск 13 | Шадринск 15 | Алма-Ата - | Алма-Ата - | Берлин -   | Берлин -   | Херенвен - | Херенвен - | 15    | 28   |

| Достижения в России Юниорские соревнования Чемпионат России по мотогонкам на льду: в личном зачёте — 1 место (2001, 2003), 2 место (2002) Взрослые соревнования Чемпионат России по мотогонкам на льду: в личном зачёте — 1 место (2005, 2007, 2009, 2010, 2013, 2015, 2016), 2 место (2003, 2006, 2011, 2012), 3 место (2008) в командном зачёте — 1 место (2002, 2004, 2005, 2006, 2007, 2008, 2009, 2014 , 2015 , 2018 , 2020 ), 2 место (2003, 2010, 2011, 2012, 2013, 2019 ), 3 место (2001, 2016 ) Кубок России — 1 место (2002, 2003) | Личный чемпионат мира —3 место (2004), 1 место (2005, 2006, 2007, 2008, 2009, 2010, 2011, 2012), 13 место (2015, 2016), 15 место (2017)(по дикой карте на два этапа, как представитель страны принимающей этап) Командный чемпионат мира — 1 место (2004, 2005, 2006, 2007, 2008, 2009, 2010, 2011, 2012, 2013, 2015, 2016) Личный чемпионат Европы — 1 место (2016, 2017), 2 место (2002, 2013) |  |

## Награды и звания
- Орден Салавата Юлаева, 2004
- Мастер спорта России международного класса, 2003
- Заслуженный мастер спорта России по мотогонкам на льду, 2008

## Семья
Отец — Олег Николаевич; мать — Галина Александровна.